# Krister Andersson (fotbollsspelare)
Krister Andersson, folkbokförd Tord Krister Andersson, född 14 juli 1968  är en svensk före detta fotbollsspelare mest känd för att ha spelat för Kalmar FF i allsvenskan 2002. Under karriären var Krister även känd under epitetet ”Krille Batong” delvis för sin fysiska och raka spelstil och för att han arbetade på häktet i Kalmar parallellt med fotbollskarriären.

## Karriär
Andersson var från 1985 Färjestadens GoIF trogen under många år i gamla div 4, div3 och en säsong i div 2, innan han fick han chansen i KFF 1991 i Div 1. Väl där blev det 28 matcher och 3 mål från högerbackspositionen. Fler säsonger följde med KFF innan Krister åter gick till Färjestaden inför säsongen 1995. 1999 följde Krister Färjestaden ner i Div 4 igen men det blev bara en säsong där innan han åter gick till Kalmar FF inför superettansäsongen 2001, där han spelade 21 matcher och gjorde 2 mål för Kalmar FF. Säsongen 2001 blev mycket lyckad och Kalmar vann en plats i Allsvenskan 2002. Där blev det 20 matcher och 1 mål för den skadedrabbade ölänningen. Säsongen 2003 i Superettan blev Kristers sista i karriären 

## Sång och Fan-favorit
Under åren i Kalmar FF blev Krister känd för sin uppoffrande och direkta spelstil. Vilket den sång han tillägnades vittnar om. Texten gick:
Krille Batong 

Slå(r) på käften varje gång 

Tja la la la la la laaaa